# Michal I. Portugalský
Michal I. Portugalský (celým jménem Miguel Maria do Patrocínio João Carlos Francisco de Assis Xavier de Paula Pedro de Alcântara António Rafael Gabriel Joaquim José Gonzaga Evaristo de Bragança e Bourbon), zvaný el Tradicionalista nebo Uchvatitel (26. října 1802, Lisabon – 14. listopadu 1866, Karlsruhe, Německo), byl syn portugalského krále Jana VI. Stal se během portugalské občanské války v letech 1828 až 1834 (vzdoro)králem Portugalska.

## Život

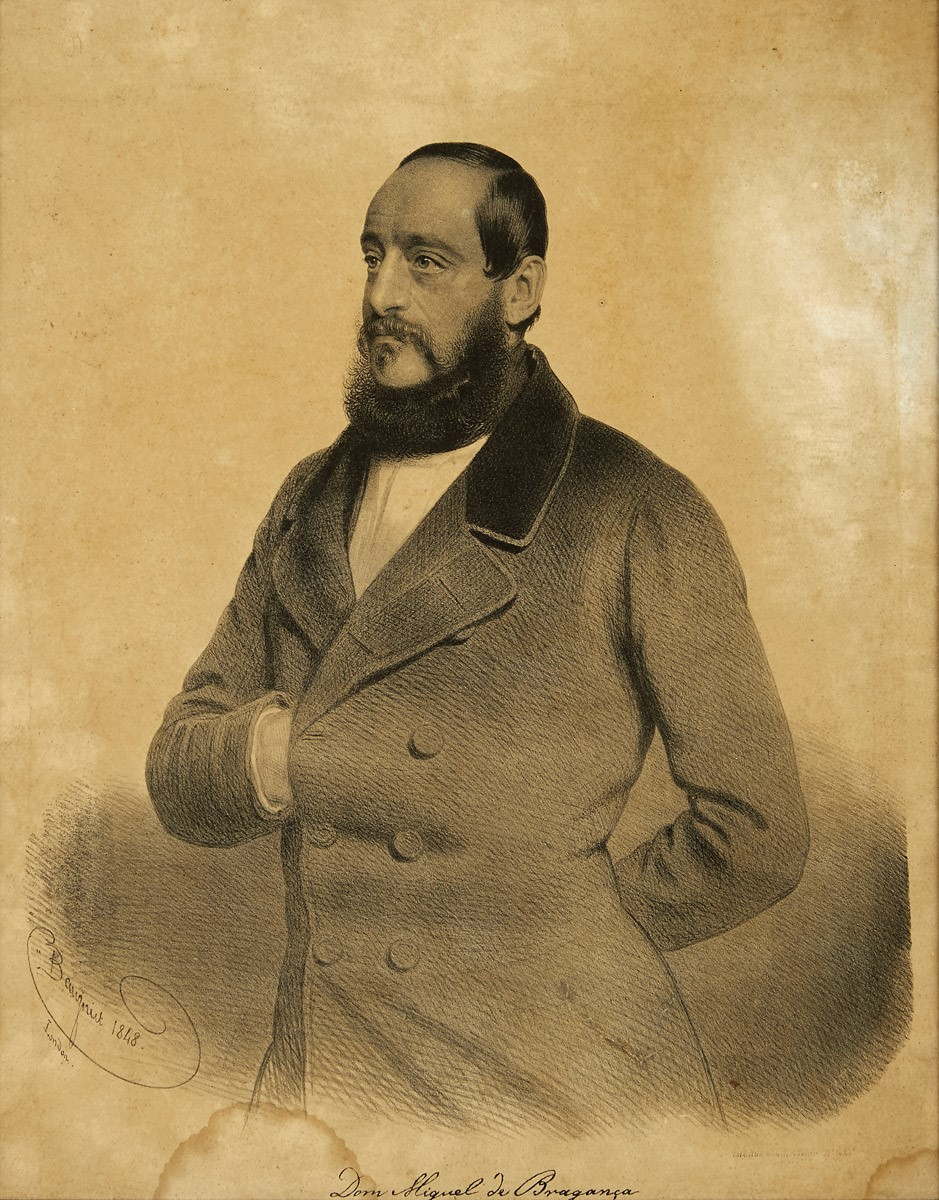
Michal z Braganzy, 1848

Pocházel z rodu Braganza, byl předkem vedlejší linie, která je od roku 1932 jedinou větví braganzského rodu. Narodil se jako třetí syn portugalského krále Jana VI. a jeho ženy Charlotty Joachimy. Nejstarší syn František zemřel v dětském věku. Roku 1821 se s rodiči vrátil z Brazílie do Portugalska, zatímco jeho starší bratr, korunní princ Petr IV. tam zůstal jako regent. Michal (Miguel) byl obdivovatelem rakouské absolutistické vlády kancléře Metternicha a konzervativec. Za své extremistické názory i činy byl vypovězen do exilu. Ve dvacátých letech stanul v čele revoluční strany proti svému otci. V roce 1826 se zasnoubil se svou mladičkou neteří Marií, dědičkou trůnu, náležel mu tedy pouhý titul regenta. 23. června 1828 však uchvátil královský trůn a současně zrušil ústavu, zřízenou jeho starším bratrem Petrem IV.
Miguel doufal, že pro svůj režim dosáhne mezinárodní podporu, avšak britská Welingtonova vláda padla v roce 1830, těsně před tím, než oficiálně uznala Miguela jako monarchu. V roce 1831 král Pedro abdikoval z brazilského trůnu a obsadil Azorské ostrovy, odkud podnikal námořní ataky na Portugalsko. Po třech letech občanské války byl Miguel vítězným Petrem 26. května 1834 přinucen k abdikaci a odešel do exilu.
24. září 1851 se v exilu na zámku Kleinheubach v Bavorsku oženil s německou princeznou Adelaidou de Löwenstein-Wertheim-Rosenberg. Z manželství vzešlo sedm potomků.

## Potomci
- María de las Nieves de Portugal (5. srpna 1852 – 14. února 1941), ⚭ 1871 Alfons Karel (12. září 1849 – 29. září 1936), vévoda ze San Jaime
- Michal Portugalský (19. září 1853 – 11. října 1927), vévoda z Braganzy,
⚭ 1877 Alžběta Thurn-Taxis (28. května 1860 – 7. února 1881)
⚭ 1893 Marie Tereza Löwenstein-Wertheim-Rosenberg (4. ledna 1870 – 17. ledna 1935)
- Marie Tereza Portugalská (24. srpna 1855 – 12. února 1944), ⚭ 1873 Karel Ludvík (30. července 1833 – 19. května 1896), rakouský arcivévoda
- Marie Josefa Portugalská (19. března 1857 – 11. března 1943), ⚭ 1874 Karel Teodor Bavorský (9. srpna 1839 – 30. listopadu 1909), bavorský vévoda
- Adelgunda Braganzská (10. listopadu 1858 – 15. dubna 1946), vévodkyně z Guimarães, ⚭ 1876 Jindřich Bourbonsko-Parmský (12. února 1851 – 14. dubna 1905), hrabě de Bardi
- Marie Anna Portugalská (13. července 1861 – 31. července 1942), ⚭ 1893 Vilém IV. Lucemburský (22. dubna 1852 – 25. února 1912), velkovévoda lucemburský
- Marie Antonie Portugalská (28. listopadu 1862 – 14. května 1959), ⚭ Robert, vévoda z Parmy (9. července 1848 – 16. listopadu 1907), jejich dcerou byla Zita Bourbonsko-Parmská, poslední císařovna rakousko-uherská

Dále měl 2 nemanželské děti:
- Maria Assunção z Braganzy (1831–1897)
- Maria de Jesus z Braganzy (1834–1910).

## Úmrtí a hrob
Miguel žil do konce svého života mimo Portugalsko. Zemřel v Karlsruhe v Německu v listopadu roku 1866. 17. listopadu 1866 byl pohřben v knížecí kryptě kláštera Engelberg u Großheubachu v Bavorsku. 5. dubna 1967 bylo jeho tělo vyzvednuto, převezeno do Portugalska a pohřbeno v panteonu dynastie Braganza, v Klášteře Sv. Vincence v Lisabonu, kde vedle něj leží také jeho manželka.

## Vyznamenání

### Portugalská vyznamenání
- Stuha tří řádů[2]
- Řád věže a meče[2]
- Řád neposkvrněného početí Panny Marie z Vila Viçosa[2]
- Řád křídla sv. Michaela – odebrán

### Zahraniční vyznamenání
- velkokříž Řádu Jižního kříže – Brazilské císařství[2]
- Řád svatého Ducha – Francouzské království[2]
- Řád svatého Ludvíka – Francouzské království[2]
- Řád svatého Michala – Francouzské království[2]
- Řád svatého Ferdinanda a za zásluhy – Království obojí Sicílie[2]
- velkokříž Královského uherského řádu svatého Štěpánu – Rakouské císařství[2]
- Řád svatého Alexandra Něvského – Ruské impérium[2]
- rytíř Řádu svatého Patrika – Spojené království
- Nejctihodnější řád sv. Jana Jeruzalémského – Spojené království
- rytíř Řádu zlatého rouna – Španělsko[2]
- velkokříž Řádu Karla III. – Španělsko[2]

## Vývod z předků
|                       |                            |  |                    |                                     |  |  |  |  |  |  |  | Petr II. Portugalský |
|                       |                            |  |                    |                                     |  |  |  |  |  |  |  |                      |
|                       | Jan V. Portugalský         |  |                    |                                     |  |  |  |  |  |  |  |                      |
|                       |                            |  |                    |                                     |  |  |  |  |  |  |  |                      |
|                       |                            |  |                    | Marie Žofie Falcko-Neuburská        |  |  |  |  |  |  |  |                      |
|                       |                            |  |                    |                                     |  |  |  |  |  |  |  |                      |
|                       | Petr III. Portugalský      |  |                    |                                     |  |  |  |  |  |  |  |                      |
|                       |                            |  |                    |                                     |  |  |  |  |  |  |  |                      |
|                       |                            |  |                    | Leopold I.                          |  |  |  |  |  |  |  |                      |
|                       |                            |  |                    |                                     |  |  |  |  |  |  |  |                      |
|                       | Marie Anna Habsburská      |  |                    |                                     |  |  |  |  |  |  |  |                      |
|                       |                            |  |                    |                                     |  |  |  |  |  |  |  |                      |
|                       |                            |  |                    | Eleonora Magdalena Falcko-Neuburská |  |  |  |  |  |  |  |                      |
|                       |                            |  |                    |                                     |  |  |  |  |  |  |  |                      |
|                       | Jan VI. Portugalský        |  |                    |                                     |  |  |  |  |  |  |  |                      |
|                       |                            |  |                    |                                     |  |  |  |  |  |  |  |                      |
|                       |                            |  |                    | Jan V. Portugalský                  |  |  |  |  |  |  |  |                      |
|                       |                            |  |                    |                                     |  |  |  |  |  |  |  |                      |
|                       | Josef I. Portugalský       |  |                    |                                     |  |  |  |  |  |  |  |                      |
|                       |                            |  |                    |                                     |  |  |  |  |  |  |  |                      |
|                       |                            |  |                    | Marie Anna Habsburská               |  |  |  |  |  |  |  |                      |
|                       |                            |  |                    |                                     |  |  |  |  |  |  |  |                      |
|                       | Marie I. Portugalská       |  |                    |                                     |  |  |  |  |  |  |  |                      |
|                       |                            |  |                    |                                     |  |  |  |  |  |  |  |                      |
|                       |                            |  |                    | Filip V. Španělský                  |  |  |  |  |  |  |  |                      |
|                       |                            |  |                    |                                     |  |  |  |  |  |  |  |                      |
|                       | Mariana Viktorie Španělská |  |                    |                                     |  |  |  |  |  |  |  |                      |
|                       |                            |  |                    |                                     |  |  |  |  |  |  |  |                      |
|                       |                            |  |                    | Alžběta Parmská                     |  |  |  |  |  |  |  |                      |
|                       |                            |  |                    |                                     |  |  |  |  |  |  |  |                      |
| Michal I. Portugalský |                            |  |                    |                                     |  |  |  |  |  |  |  |                      |
|                       |                            |  |                    |                                     |  |  |  |  |  |  |  |                      |
|                       |                            |  | Filip V. Španělský |                                     |  |  |  |  |  |  |  |                      |
|                       |                            |  |                    |                                     |  |  |  |  |  |  |  |                      |
|                       | Karel III. Španělský       |  |                    |                                     |  |  |  |  |  |  |  |                      |
|                       |                            |  |                    |                                     |  |  |  |  |  |  |  |                      |
|                       |                            |  |                    | Alžběta Parmská                     |  |  |  |  |  |  |  |                      |
|                       |                            |  |                    |                                     |  |  |  |  |  |  |  |                      |
|                       | Karel IV. Španělský        |  |                    |                                     |  |  |  |  |  |  |  |                      |
|                       |                            |  |                    |                                     |  |  |  |  |  |  |  |                      |
|                       |                            |  |                    | August III. Polský                  |  |  |  |  |  |  |  |                      |
|                       |                            |  |                    |                                     |  |  |  |  |  |  |  |                      |
|                       | Marie Amálie Saská         |  |                    |                                     |  |  |  |  |  |  |  |                      |
|                       |                            |  |                    |                                     |  |  |  |  |  |  |  |                      |
|                       |                            |  |                    | Marie Josefa Habsburská             |  |  |  |  |  |  |  |                      |
|                       |                            |  |                    |                                     |  |  |  |  |  |  |  |                      |
|                       | Šarlota Španělská          |  |                    |                                     |  |  |  |  |  |  |  |                      |
|                       |                            |  |                    |                                     |  |  |  |  |  |  |  |                      |
|                       |                            |  |                    | Filip V. Španělský                  |  |  |  |  |  |  |  |                      |
|                       |                            |  |                    |                                     |  |  |  |  |  |  |  |                      |
|                       | Filip Parmský              |  |                    |                                     |  |  |  |  |  |  |  |                      |
|                       |                            |  |                    |                                     |  |  |  |  |  |  |  |                      |
|                       |                            |  |                    | Alžběta Parmská                     |  |  |  |  |  |  |  |                      |
|                       |                            |  |                    |                                     |  |  |  |  |  |  |  |                      |
|                       | Marie Luisa Parmská        |  |                    |                                     |  |  |  |  |  |  |  |                      |
|                       |                            |  |                    |                                     |  |  |  |  |  |  |  |                      |
|                       |                            |  |                    | Ludvík XV.                          |  |  |  |  |  |  |  |                      |
|                       |                            |  |                    |                                     |  |  |  |  |  |  |  |                      |
|                       | Luisa Alžběta Francouzská  |  |                    |                                     |  |  |  |  |  |  |  |                      |
|                       |                            |  |                    |                                     |  |  |  |  |  |  |  |                      |
|                       |                            |  |                    | Marie Leszczyńská                   |  |  |  |  |  |  |  |                      |
|                       |                            |  |                    |                                     |  |  |  |  |  |  |  |                      |